# 비진하오
비진하오(중국어 간체자: 毕津浩, 1991년 1월 5일 ~ )는 중국의 축구 선수이다. 포지션은 공격수, 수비수이며 현재 중국 슈퍼리그의 상하이 뤼디 선화 소속이다.

## 클럽 경력
비진하오는 다롄시에서 태어났으며, 다롄 스더의 유스팀에 소속되어 있었다 이 당시 비진타오는 공격수로 활동했다. 2008년 싱가포르 S리그에 참여하는 다롄 스더의 해외 팀인 다롄 스더 시우 FC 소속으로 활동했다. 2008시즌 이후 중국 무대로 되돌아왔지만, 1군 진입에 실패했으며, 포르투갈의 보아비스타 FC에 유스팀 선수로 들어갔다. 2011년 1월 포르투갈 3부리그 소속인 레카 FC로 이적을 했으며 1월 22일 GD 조아네와의 경기에서 데뷔전을 가졌다. 이후 2월 20일 CD 캔달과의 경기에서 포르투갈 무대 데뷔골을 기록했다.
2011년 여름 중국 슈퍼리그의 허난 젠예에 입단했다. 2011시즌 잔여 기간동안에는 허난의 2군팀에 소속되어 있었지만 차기 시즌에 1군 무대로 올라왔다. 2012년 5월 13일 광저우 푸리와의 경기에서 허난 소속으로 데뷔전을 가졌으며, 이 경기에서 데뷔골을 기록했다. 하지만 2012시즌은 1득점만을 기록한 채 시즌을 마쳤으며, 팀은 차기 시즌 중국 갑급리그로 강등되었다. 허난은 2013시즌 갑급리그를 우승함에 따라 2014시즌 중국 슈퍼리그로 승격했지만 비진타오는 갑급리그에서 12경기 출전 1득점에 그쳤다. 그리고 2014시즌에는 무득점을 기록했다. 그러자 당시 허난 젠예의 감독이었던 자슈취안은 비진타오를 수비수로 전향시켰다. 그것은 탁월한 선택이었으며 2015시즌 비진타오는 팀의 주전 수비수로 활동했다.
2016시즌을 앞두고 비진타오는 중국 슈퍼리그의 상하이 뤼디 선화로 이적했다.

## 국가대표팀 경력
비진타오는 2015년 11월 17일 홍콩 축구 국가대표팀과의 2018년 월드컵 아시아 조별 예선에서 81분 우레이와 교체 출전하면서 국가대표에 데뷔했다.

## 수상

### 팀
- 중국 갑급리그 우승: 2013
- 중국 FA컵 우승: 2017